# Death (музичка група)

Death је био амерички дет метал бенд из Орланда у Флориди који је основао Чак Шулдинер у 1983. Сматра се једним од најутицајнијих хеви метал бендова и најважнијим бендом у дет металу. Бенд се распао 2001. због смрти његовог оснивача, Чака. Група је имала доста чланова, али је једино Чак био у саставу од оснивања до распада бенда.

## Дискографија
- Scream Bloody Gore (1987)
- Leprosy (1988)
- Spiritual Healing (1990)
- Human (1991)
- Individual Thought Patterns (1993)
- Symbolic (1995)
- The Sound of Perseverance (1998)